# Kanton Neung-sur-Beuvron
Kanton Neung-sur-Beuvron (francouzsky Canton de Neung-sur-Beuvron) je francouzský kanton v departementu Loir-et-Cher v regionu Centre-Val de Loire. Tvoří ho osm obcí.

## Obce kantonu
- Dhuizon
- La Ferté-Beauharnais
- La Ferté-Saint-Cyr
- La Marolle-en-Sologne
- Montrieux-en-Sologne
- Neung-sur-Beuvron
- Thoury
- Villeny